# Снайпер (фильм, 2019)
Снайпер — драма режиссёра Озод Шамс. Генеральным продюсером выступили РизаНова и Руслан Мирзаев. Производство кинокомпании Star fox при поддержке Службы государственной безопасности Республики Узбекистан. Съёмки начались в 2017 году и проходили в Узбекистане и Турции

## Сюжет
Фильм начинается с возвращения Юнусбека Кабирова, участника террористического движения, являющегося одной из самых острых мировых проблем и унесшего жизни многих невинных людей. Он хочет вернуться в Узбекистан, чтобы жить мирно. Юнусбек Кабиров полюбил на родине девушку по имени Наргиза, женился на ней и начал мирную и счастливую жизнь. Однако его ужасное прошлое бросает тень на его счастливую жизнь сегодня. Покойный отец Юнуса был специалистом по изготовлению взрывных устройств, он был братом Аль-Ади, лидера террористического движения, и он научил Юнуса быть химиком и экспертом по взрывчатым веществам, чтобы тот мог продолжить дело своего отца. Только он мог остановить взрывное устройство, сделанное Ионой. Следовательно, Аль-Ади начинает пытаться найти его даже под землей, чтобы дать ему важное задание. Жена Ионы, Наргиза, тоже была снайпером и держала это в секрете. Однако, даже работая по своей ответственной профессии, Наргиза не знала о прошлом Юнуса. Потому что Иона овладел искусством забывать свое прошлое. В результате попыток Аль-Ади вернуть Юнусбека на свою сторону раскрывается ужасное прошлое Наргизы. Юнусбек, в свою очередь, узнает, что Наргиза не просто девушка, а снайпер. Юнус, взятый в заложники людьми Аль-Ади, наконец вернулся домой, чтобы попрощаться со своей женой Наргизой. Если он не вернется вовремя, может случиться большая трагедия. Но какая трагедия? Может ли он теперь смотреть своей жене Наргизе прямо в глаза? Как может снайпер-женщина, безжалостная к преступникам, согласится с тем, что её муж — бывший террорист, убивший множество людей взрывными устройствами, которые он изготовил? В фильме «Снайпер» самые насущные проблемы мира изображены в образе пары, семьи.

## В ролях
| Актёр                  | Роль             |
| ---------------------- | ---------------- |
| Улугбек Кадыров        | Юнусбек Кабиров  |
| Бону Нур               | Наргиза Вохидова |
| Матякуб Матчанов       | Генерал          |
| Саида Раметова         | мама Наргиза     |
| Догукан Эрдем Кутлу    | Ал Аид           |
| Мумин Мирзо            | Террорист        |
| Атавуллаев Миршод      | Махмуд           |
| Умид Зокиров           | Бекзод           |
| Бекзод Мухаммадкаримов | Майор            |

## Постпродакшн
Музыку к фильму «Снайпер» написал Дониёр Агзамов. Звукорежиссёр — Фаррух Собиров. Звуковой дизайн — Фаррух Собиров.
Комплекс звукового пост-продакшн компании СинеЛаб Dolby Digital 5.1. Генеральным продюсером выступил РизаНова

## Показ
Фильм был показан в крупнейших кинотеатрах Узбекистана и в 12 провинциях. Фильм был показан не только в Узбекистане, но и в Средней Азии.

## Награды и номинации
| Награда    | Год  | Категория      | Название работы | Результат |
| ---------- | ---- | -------------- | --------------- | --------- |
| Олтин Хумо | 2021 | Лучше Монтажёр | Снайпер         | Номинация |
| Олтин Хумо | 2021 | Лучше Монтажёр | Илхак           | Номинация |
| Олтин Хумо | 2021 | Лучше Монтажёр | Какон Шамоли    | Номинация |
| Олтин Хумо | 2021 | Лучше Монтажёр | Ибрат           | Номинация |
| Олтин Хумо | 2021 | Лучше Монтажёр | Тенгиз          | Победа    |

- На церемонии награждения телеканала «Любимое ТВ» фильм «Снайпер» был назван самым молодым фильмом 2019 года.